# 數碼通

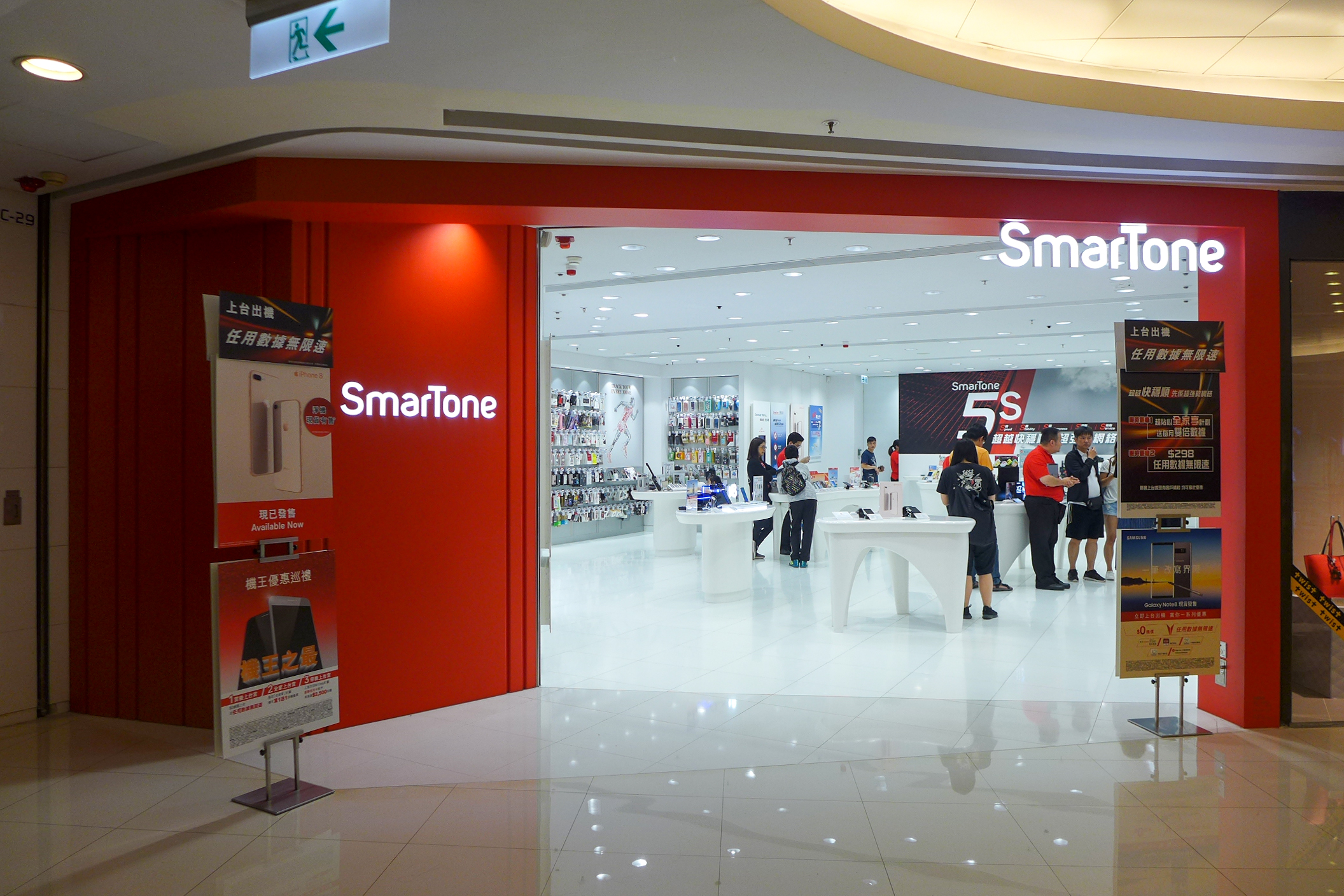
數碼通在apm的分店

數碼通（英語：SmarTone、港交所：0315），是1996年於香港上市，為新鴻基地產發展有限公司的附屬公司。數碼通提供包括語音、多媒體及流動上網服務，亦為住宅及企業提供固網光纖寬頻服務，並於香港境內擁有超過30間門市網絡。數碼通同時擁有5大子品牌服務。自2020年5月起，SmarTone於香港推出覆蓋至廣5G服務，並率先在香港推出5G家居寬頻服務。

## 歷史
1992年由新鴻基地產及ABC佳訊成立。
1993年3月開始提供GSM流動通訊服務，為香港首間推出GSM制式的公共流動無線電話服務的通訊商，亦成為繼香港電訊CSL、和記電訊及訊聯電信後香港第四間流動通訊公司。
1996年於香港聯合交易所有限公司上市。
1998年3月收購八方通訊，以新品牌數碼通EXTRA推出PCS流動通訊服務；後合併為雙頻網絡。
2004年12月，推出3G服務。並宣佈與Vodafone組成策略夥伴聯盟，並將品牌易名為「SmarTone-Vodafone」。
2008年3月，推出「家+電話」服務，進軍家居電話市場 。
2011年9月，決定不再與Vodafone延續市場營銷合作，並於同年10月恢復使用SmarTone 作為其商標。
2012年8月，透過1800MHz頻譜正式推出4G LTE服務，於1800MHz無線電頻譜的無線電傳輸相比較高的頻譜提供更佳的室內覆蓋。
2018年1月推出首個純Online流動電訊品牌自由鳥Mobile ，主打年青人市場，提供本地無合約月費計劃及外遊數據卡遨遊SIM。
2019年3月，率先進行全港首個同步使用 3.5 GHz 及28 GHz 頻段的 5G 網絡實時測試。
2020年5月，推出5G 服務，網絡覆蓋全港至廣，帶動香港智慧城市發展。
2020年9月，推出Home 5G 寬頻服務，為全城首家推出插電即用、免拉線、免安裝家居上網體驗，重新定義家居寬頻，並提供最佳的整體 5G 網 絡體驗。
2021年5月，位於環球貿易中心「天際100」觀景台內的SmarTone 5G LAB 正式開幕，展示香港世界級5G創新技術，鞏固香港5G環球領先地位。
2022年12月，與The Point 綜合會員計劃合作，數碼通客戶的合資格消費，均可同步輕鬆賺取 The Point 積分，每$2即賺取 1 The Point 積分。

## 網絡發展

### 香港方面

#### 2G
1993年3月，推出亞洲首項GSM流動通訊服務
1993年12月，推出亞洲首個自動GSM漫遊服務
2002年12月，推出SmarTone iN!提供多媒體服務的入門網站
2022年10月，終止2G服務

#### 3G
2001年9月，投得第三代流動通訊服務牌照 
2004年12月，以W-CDMA制式，使用2100MHz無線電頻譜，推出3G服務
2007年7月，成為全球首間公司提供3G手機瀏覽網頁時串流收看Flash影片
2010年4月，推出28.8Mbps HSPA+網絡
2011年3月，投得850MHz無線電頻譜，並且加入3G服務中

#### 4G
2012年8月，正式啟動4GLTE服務，由網絡建基於4G LTE 1800MHz無線電頻譜，支援所有在香港出售的4G手機。於1800MHz無線電頻譜的無線電傳輸相比較高的頻譜提供更佳的室內覆蓋。
2012年9月，蘋果iPhone 5發行，蘋果發佈會上點名數碼通成為香港第一間能支援iPhone 5以4G上網的電訊商，數碼通也多次強調自己是「全港唯一可配合iPhone5提供4G網絡」。香港其他四大網絡供應商的4G網絡建基於多個頻譜（如1800MHz、2300MHz、2600MHz），以提供高速的室外覆蓋及較佳的室內滲透率。數碼通由於未能投到2600MHz頻譜，故只能清空原先作2G用途的1800MHz頻譜，改作4G LTE網絡，卻意外成為首家獲蘋果點名的香港4G上網服務電訊商。現時3香港、1010、One2Free及中國移動香港的4G LTE已於較早時獲蘋果認證，能支援iPhone 5以其4G LTE網絡上網。
2012年11月，數碼通於其Facebook專頁宣佈4G LTE網絡已全面覆蓋港鐵港島綫車站，並將分階段陸續擴展至其餘的港鐵站，預計2013年年初所有港鐵站及其連接隧道內將會有全面4G LTE覆蓋。
2013年1月，數碼通完成在港鐵的舊地鐵的七條綫路內（即港島綫、觀塘綫、荃灣綫、將軍澳綫、東涌綫、迪士尼綫以及機場快綫）鋪設4G LTE網絡。
2013年3月，成功競投港府新增的兩組4G 2.5/2.6GHz頻段的頻譜。透過新頻譜，數碼通將可擴大其數據容量及透過頻段之整合以改善最高數據速度。
2013年11月，公佈其4G網絡將覆蓋舊九鐵網絡（即現時的東鐵綫、西鐵綫及馬鞍山綫）及落馬洲支線。
2015年9月，數碼通於全年業績公佈時表示，已完成將2G 900MHz頻譜重整為4G LTE，以提供更佳的室內覆蓋。
2016年10月，公布4G覆蓋伸延至全新觀塘綫延綫的黃埔站及何文田站。
2016年12月，宣佈 4.5G 網絡覆蓋伸延至全新南港島綫，包括海洋公園站、黃竹坑站、利東站及海怡半島站及於港鐵新增 2100MHz 頻譜。

#### 5G
2016年11月，數碼通與愛立信延續夥伴關係，公布五年期合作計劃，共同推進5G發展，並在2016年第4季在香港開展準5G網絡技術的測試。
2019年11月，包括數碼通在內的四家網絡營運商，投得合共 100MHz 的3.3GHz 頻段5G頻譜。
2020年5月，正式推出5G服務。
2020年12月，5G 網絡覆蓋遍佈全港，現已超過 95%人口覆蓋，更伸延至戶外單車徑、行山徑及露營營地，並涵蓋主要商場、港鐵車站及行車隧道。
2021年10月，成功投得 65 兆赫新無線電頻譜，用以擴展網絡容量，支持未來 5G 業務增長。
2022年5月， 5G 網絡覆蓋伸延至東鐵綫過海段，覆蓋全港所有港鐵站。
2022年12月，5G網絡全面覆蓋將藍隧道及將軍澳跨灣連接路。

### 澳門方面
澳門業務在2024年11月11日終止。
澳門數碼通的2G、3G及4G網絡系統供應商為諾基亞通信。

#### 2G
2001年7月，澳門數碼通推出GSM流動通訊服務。
截至2003年12月31日，澳門數碼通市佔率估計約11%。
2019年，隨著澳門政府允許營運商自行決定是否繼續營運2G網路，數碼通及澳門當地兩間營運商終止2G服務。

#### 3G
2009年9月，澳門數碼通獲澳門政府發出第四張第三代流動通訊服務牌照，並於2010年7月5日正式投入服務。

#### 4G
2015年11月11日，澳門數碼通推出4G服務。
於2019/2020全年業績通告中，主席郭炳聯表示「（澳門）當地一個佔主導地位的營運商收取極高的傳輸線費用，加上巨額的政府徵費，令我們面對不公平的競爭。」，並且「就該（澳門）業務的經營可行性進行策略性檢討。」。
2024年8月21日，澳門特區政府收到數碼通流動通訊(澳門)股份有限公司申請放棄4G牌照，並且計劃在3G牌照期限屆滿後不再續期。該公司與澳門電訊達成營運協作共識，將有序進行用戶的過渡工作。而用戶原有的香港號碼及中國大陸號碼也會被保留及可繼續使用。據澳門郵電局掌握的資料，數碼通所佔的（澳門）市場份額較低，只佔單位數的百分比。其中僅存的兩間門市之一的祐漢門市已於2024年10月15日後結束營業。
澳門數碼通是當地唯一沒有提供VoLTE的營運商，直到業務結束。

## 得獎[49]
•	1997年第四屆十大電視廣告頒獎典禮最高榮譽大獎
•	2003及2004年香港零售管理協會最佳服務團隊獎
•	2003-2009年及2011-2015及服務第壹大獎 (流動電話網絡供應商組別)
•	2005、2006、2007、 2009、 2010 、2011及2014年Yahoo!感情品牌大獎 (手提電話網絡/互聯網服務)
•	2011年第十一屆資本傑出企業成就獎 (最佳流動寬頻服務供應商)
•	2007、2011、2012及2013年星島日報星鑽服務品牌選舉 (流動數據網絡供應商)
•	2010及2013年香港I.T.至專大獎(我最喜愛流動通訊網絡大獎)
•	2013年香港高登IT品牌賞最佳流動通訊服務供應商
•	2015年第26屆服務第壹大獎(互聯網網絡供應商組別)
•	2016年度通訊業聯會非凡年獎 (最佳移動電話網絡營運商金獎, 最佳品牌活動銀獎,以及最佳企業服務銀獎)
•	2016/17 微笑企業大獎-神秘顧客服務協會(微笑僱主卓越大獎,微笑主管卓越大獎,微笑主管大獎,微笑員工卓越大獎 (兩項),微笑員工大獎 (三項),以及微笑企業優異獎－流動通訊)
•	2017 Marketing Magazine eCommAs大獎 (Best E-Commerce Merchant-Telecommunications 金獎 及 Best Omni-Channel Process 銀獎) 
•	2018年通訊業聯會非凡年獎 (最佳品牌活動優異獎、最佳固網營運商優異獎、最佳移動電話網絡營運商優異獎)
•	2018 香港旅遊發展局「優質旅遊服務」計劃，15年資深優質商戶嘉許
•	2018香港零售管理協會「2018傑出服務獎」(電訊組別之主管級別金獎、電訊組別之基層級別銀獎、銅獎、優越表現獎; 傑出服務策劃大獎銅獎; 優質服務之星(兩名)及零售大使 (十名))
•	2019年通訊業聯會非凡年獎 (最佳移動網絡商金獎, 最佳固網營運商銅獎)
•	2019建造業議會創新獎，建造安全組第一名
•	2019香港零售管理協會「2019傑出服務獎」(最佳參賽隊伍獎銀獎; 電訊組別之主管級別銀獎、電訊組別之基層級別金獎、銀獎、銅獎及優異獎; 優質服務之星(一名)及零售大使 (十六名))
•	2019-2020 微笑企業大獎 (微笑僱主卓越大獎、微笑產品知識大獎、微笑環境氣氛大獎、微笑主管卓越大獎 (兩項)、微笑主管大獎 (三項)、微笑員工卓越大獎 、微笑員工大獎 (九項))
•	2020年通訊業聯會非凡年獎 (最佳5G移動電話營運商銅獎、最佳移動電話網絡銀獎、最佳固網營運商銀獎、最佳5G應用方案銅獎、最佳5G場地應用策劃銅獎、最佳企業服務獎銀獎及銅獎)
•	2020齡活創意大獎及齡活商業大獎
•	e-Zone E-世代品牌大獎2021 (最佳手機網絡、最佳5G家居寬頻服務網絡商)
•	2021年通訊業聯會非凡年獎 (最佳5G流動網絡商銀獎, 最佳5G場地應用策劃金獎)
•	e-Zone E-世代品牌大獎2022 (最佳手機網絡、最佳5G家居寬頻服務網絡商及最佳手機網絡安全服務)
•	2022年通訊業聯會非凡年獎 (最佳5G流動網絡商銀獎, 網絡安全卓越獎銀獎)

## Home 5G 寬頻服務
SmarTone Home 5G 寬頻服務為客戶提供極簡便家居上網體驗，重新定義家居寬頻，插電即用、免拉線、免安裝，即可以5G 極速上網。 

## 光纖寬頻服務
SmarTone為家居及商務市場推出固網光纖寬頻服務 ─ SmarTone光纖寬頻，並提供一系列家居光纖寬頻服務計劃──家居光纖 200 / 500 / 1000，以切合客戶對不同寬頻速度的需要。
公司在固定光纖市場的2023年度市佔率仍然是低單位數，
這意味著未來有很大的增長潛力，並計劃進一步加強客户的交叉銷售。

## 漫遊數據服務
SmarTone為客戶提供一系列漫遊數據服務，滿足客戶外出公幹或者旅遊的需求。客戶可以固定日費/費用使用漫遊數據。
SmarTone主要漫遊數據產品服務包括：
- 漫遊數據靈活通
- 亞太/環球地區漫遊數據通
- 漫遊數據全日通/多日通
- 「升級」漫遊數據日費計劃
- 大灣區自在通
- 旅遊數據咭

## 增值服務[54]
SmarTone推出的增值服務包括：
•	網絡至安保
•	來電管家（已阻截2億個滋擾來電）
•	上網管家
•	一機多號
•	「eDoctor」家庭視像診症服務
•	爆機王牌
•	「智關愛守護」服務
•	智共享
•	音樂串流平台(Apple Music、KKBOX、JOOX）
•	影視娛樂平台（HMVOD及Netflix)
•	Kono電子雜誌
•	「智慧出行」服務
數碼通亦有為客戶提供多項流動裝置支援服務，包括免費外借流動充電器服務、免費手機資料轉移服務、屏幕換新，以及維修服務。

## 客戶禮遇[56]
數碼通設有SmarTone Plus會員計劃 ，客戶上台即成為會員，特設不同級別的會籍，提供各種禮遇。會籍為期12個月。SmarTone根據個別流動電話用戶過去12個月內所累積的消費總額及年資，向用戶發出會籍邀請或更新會籍。
2022年12月，SmarTone 宣佈與The Point 綜合會員計劃合作，SmarTone 客戶的合資格消費，均可同步輕鬆賺取 The Point 積分，每$2即賺取 1 The Point 積分。客戶可憑所賺取之 The Point 積分，於新鴻基地產（新地）旗下指定 25 個商場逾 2,000 個參與商戶轉換為 Point Dollar 作現金消費，亦可兌換免費泊車及餐飲等禮遇，及於 The Point 手機應用程式增設的 SmarTone 獎賞專區揀選心水禮品。 

## 網上商店
數碼通於2016年2 月推出網上商店shop.smartone.com，提供熱門手機及歐美日韓原廠手機配件，以及發售旅遊數據咭、香港儲值咭。

## 網絡故障事件
2012年4月9日清晨，數碼通網絡系統局部發生故障8個小時，使港九新界多個地區多達162萬用戶受影響，當日清晨6時至下午2時無法以手機通話及上網，數碼通被批評沒即時公佈。數碼通解釋，其中一座機樓電力供應故障，後備電源操作數小時後也故障，令通訊服務受阻。事後數碼通向用戶致歉，表示正商討補償方案，有受影響的用戶聲稱，已經成功爭取免一天月費。前任數碼通總裁黎大鈞表示已經做好保護措施，又要求其他電訊商亦要效法數碼通。

## 外部連結
- 數碼通（香港）官方網站 （页面存档备份，存于）
- 數碼通（澳門）官方網站 （页面存档备份，存于）
- 數碼通電訊集團有限公司官方網站 （页面存档备份，存于）